# Lumbricillus ochotensis
Lumbricillus ochotensis är en ringmaskart som beskrevs av Shurova 1979. Lumbricillus ochotensis ingår i släktet Lumbricillus och familjen småringmaskar. Inga underarter finns listade i Catalogue of Life.